# Microtonus sericans
Microtonus sericans is een keversoort uit de familie zwamspartelkevers (Melandryidae). De wetenschappelijke naam van de soort werd in 1862 gepubliceerd door John Lawrence LeConte.